# Oscar Olstad
Hans Oscar Olsen Olstad (Tune, 23 giugno 1887 – Tune, 2 aprile 1977) è stato un ginnasta norvegese.

## Palmarès

### Olimpiadi
- 1 medaglia:
  - 1 bronzo (Stoccolma 1912 nel concorso svedese a squadre)